# Philodromus rajani
Philodromus rajani là một loài nhện trong họ Philodromidae.
Loài này thuộc chi Philodromus. Philodromus rajani được Pawan U. Gajbe miêu tả năm 2005.